# Ricardo Pesqueira
Ricardo Pesqueira, (nascido a 27 de Dezembro de 1991) é um jogador de andebol português e que actualmente joga no Sport Lisboa e Benfica. Ricardo também joga na Selecção Nacional A Masculina de Andebol.